# E107 (system zarządzania treścią)
e107 – open-source'owy system CMS oparty na PHP i MySQL. 
System ten rozpowszechniany jest zgodnie z warunkami licencji GNU GPL, dzięki czemu jest całkowicie darmowy. Przeznaczony jest głównie do tworzenia serwisów, portali/wortali oraz blogów średniego rozmiaru. Może być także wykorzystywany w zastosowaniach intranetowych. W wersji podstawowej (bez instalacji dodatkowych rozszerzeń) CMS posiada m.in. moduł newsów, ankiet, menedżer treści, generator oraz czytnik kanałów RSS, menedżer plików do pobrania, newsletter, zintegrowane forum dyskusyjne, czy też własny system statystyk oraz wtyczkę eksportu treści do formatu PDF. e107 obsługuje kodowanie UTF-8 oraz umożliwia tworzenie witryn wielojęzycznych, a dzięki międzynarodowej społeczności dostępny jest w kilkunastu wersjach językowych, w tym w polskiej.

## Historia
Projekt e107 bierze swoje początki od skryptów używanych na stronach LiteStep. Jalist (Steve Dunstan), który był odpowiedzialny za rozwój tych stron, postanowił za namową społeczności wykorzystać część kodu źródłowego używanego na litestep.net oraz ls2k.org i stworzyć na jego podstawie bardziej modułowy i gotowy do wykorzystania skrypt. Tworzony przez niego system z założenia miał być później wykorzystany przez inne osoby jako podstawa do stworzenia własnej witryny.
Po upływie kilku miesięcy od momentu rozpoczęcia prac nad nowym system, do Jalista zaczęły napływać prośby o dodanie nowych funkcjonalności i rozwiązań. Jako że tworzony skrypt nie posiadał jeszcze swojej nazwy i był jego siódmym projektem, postanowił go po prostu nazwać e107. Na cele projektu została również nabyta domena e107.org i w lipcu 2002 roku pod jej adresem została otwarta strona domowa e107. Ponad 2 miesiące po otwarciu e107.org, dokładnie 30 września 2002 r., na stronie SourceForge został zarejestrowany projekt e107 i od tego momentu był on rozwijany z wykorzystaniem CVS.
Otwarcie strony domowej spowodowało, że rozwój e107 zatrzymał się chwilowo na wersji 2.1. Po małym przestoju CMS był dalej rozwijany aż do wersji 5.4, po której nastąpiła zmian numeracji. Kolejna wersja wyszła z numerem 0.6 i przyniosła znaczne zmiany w strukturze kodu. e107 był wciąż rozwijany samodzielnie przez Jalista, jednakże zaczęła również napływać pomoc od takich osób jak McFly, Lolo Irie oraz Cameron. Wraz z wypuszczeniem wersji 0.612 został oficjalnie utworzony e107 Development Team, którego skład początkowo stanowił Jalist, McFly, Cameron, Chavo oraz Lolo Irie.
Od tego momentu grupa deweloperów przejęła kontrolę na rozwojem, konserwacją oraz wypuszczaniem kolejnych wersji systemu e107.
Kilka wersji po wypuszczeniu e107 w wersji 0.612 z aktywnego udziału przy tworzeniu i rozwoju CMS-a, z powodu prywatnego życia oraz małej ilości czasu, wycofał się jego główny programista i autor, Steve Dunstan.
16 stycznia 2006 r. została wydana pierwsza stabilna wersja e107 nowej serii 0.7.
W 2006 r. e107 został nominowany przez społeczność internetową do finałowej piątki konkursu The Packt Open Source Content Management System Award ostatecznie jednak nie zajął miejsca na podium.
W 2007 r. e107 został ponownie nominowany w konkursie The Packt Open Source Content Management System Award - 2007. Otrzymał nominację w kategorii Overall Winner Finalists oraz Best PHP Open Source CMS. Ostatecznie zajął trzecie miejsce w kategorii Best PHP Open Source Content Management System.

## Wymagania oraz zastosowanie
Wymagania systemowe
Minimalne wymagania do zainstalowania e107:
- MySQL (MySQL 3.22 lub nowszy - wersja 4.1 lub nowsza jest zalecana)
- PHP (wersja 4.4.0 lub wyższa)

Aby e107 został pomyślnie uruchomiony i zainstalowany, PHP musi zostać skompilowany ze wsparciem dla MySQL. Do uruchomienia e107 zalecany jest serwer Apache, jednakże pod jakimkolwiek innym serwerem kompatybilnym z PHP i MySQL CMS powinien działać również poprawnie. System e107 współpracuje także z serwerami bazującymi na systemie Windows, IIS, MySQL i PHP.
Zastosowanie
Możliwe zastosowania systemu CMS e107:
- Średniej wielkości serwisy internetowe, portale oraz wortale
- Blogi oraz strony domowe
- Serwisy społecznościowe
- Strony klanowe
- Strony społeczności lokalnych
- Strony różnego typu organizacji
- Strony informacyjne, newsowe
- Strony firmowe
- Serwisy przeznaczonych dla międzynarodowych odbiorców
- Rozwiązania intranetowe

## Główne cechy e107
- Prosta instalacja i konfiguracja
- Intuicyjny interfejs użytkownika oraz panel zarządzania
- Ma wiele wbudowanych funkcji oraz możliwych do zastosowania opcji konfiguracyjnych
- Wykorzystuje prosty w użyciu i zastosowaniu system szablonów
- Jest elastyczny i łatwy w modyfikacji
- Umożliwia proste tworzenie serwisów wielojęzycznych
- Jest dostępny w kilkunastu wersjach językowych
- Posiada polskie wsparcie
- Idealny do tworzenia średnich wielkości serwisów oraz blogów
- Szeroki wybór dodatkowych tematów (szablonów) oraz wtyczek
- Obsługuje znaczniki BBCode
- Posiada wbudowany edytor WYSIWYG (TinyMCE)
- Posiada wydajny, bazujący na plikach, system cache
- Zintegrowany system newsów oraz kanałów RSS/ATOM
- e107 jest zgodny z najnowszym standardem W3C XHTML 1.1 oraz CSS
- Posiada zintegrowany system forum
- Posiada wbudowany system weryfikacji obrazkowej captcha
- Obsługuje autoryzację LDAP
- Jest darmowy i rozpowszechniany na licencji GNU GPL

## Wydane wersje e107
- 28 grudnia 2011: e107 wersja 1.0.0
- 30 marca 2012: e107 wersja 1.0.1
- 22 października 2012: e107 wersja 1.0.2
- 14 marca 2013: e107 wersja 1.0.3

Powyższa lista ograniczona jest do trzech najnowszych wersji e107. Daty wypuszczenia wcześniejszych wersji oraz pełna historia zmian dostępna jest na stronie projektu w serwisie SourceForge.net.
Numeracja
System e107 był numerowany w standardowym stylu aż do wypuszczenia wersji 5.4. Po jej wydaniu zdecydowano o zmianie numeracji kolejnych wersji CMS-a, efektem czego następne stabilne wydanie e107 ukazało się z numerem 0.6. Wprowadzony system został uznany przez deweloperów jako standard. Pod koniec 2011 roku wydano wersję stabilną oznaczoną numerem 1.0.0. zmieniając tym samym system numeracji.